# Список спикеров Собрания Северной Македонии

## Спикеры

### Социалистическая Республика Македония
- Методия Андонов-Ченто (2 августа 1944), Председатель Президиума АСНОМ
- Борис Спиров (1946—1947)
- Димитар Несторов (1947—1951)
- Димче Стоянов-Мире (1951—1953)
- Лазар Колишевский (1953—1958, 1958—1962)
- Люпчо Арсов (1962–1963)
- Видое Смилевский-Бато (1963—1967)
- Мито Хадживасилев-Жасмин (1967—1968)
- Никола Минчев (1968—1974)
- Благоя Талеский (1974—1978, 1978—1982)
- Бошко Станковский (1982—1983, 1983—1984)
- Ката Лахтова (1984—1985)
- Станко Младеновский (1985—1986)
- Вулнет Старова (1986—1991)

### Северная Македония
Партии
 ЛПМ
 СДСМ
 ДА
 ЛДП
 ВМРО–ДПМНЕ
 ДСИ
 Альтернатива
| №   | Имя                                                | Портрет | Занял должность     | Оставил должность    | Партия |
| --- | -------------------------------------------------- | ------- | ------------------- | -------------------- | --- |
| 1   | Стоян Андов Стојан Андов (1935—2024)               |         | 8 января 1991 года  | 6 марта 1996 года    | Либеральная партия Македонии                                                                                   |
| 2   | Тито Петковский Тито Петковски (р. 1945)           |         | 6 марта 1996 года   | 19 ноября 1998 года  | Социал-демократический союз Македонии                                                                          |
| 3   | Саво Климовский Саво Климовски (р. 1947)           |         | 19 ноября 1998 года | 30 ноября 2000 года  | Демократическая альтернатива                                                                                   |
| (1) | Стоян Андов Стојан Андов (1935—2024)               |         | 30 ноября 2000 года | 4 октября 2002 года  | Либеральная партия Македонии                                                                                   |
| 4   | Никола Поповский Никола Поповски (р. 1962)         |         | 4 октября 2002 года | 8 ноября 2003 года   | Социал-демократический союз Македонии                                                                          |
| —   | Лиляна Поповская (и.о.) Лилјана Поповска (р. 1956) |         | 8 ноября 2003 года  | 18 ноября 2003 года  | Либерально-демократическая партия                                                                              |
| 5   | Люпчо Йордановский Љупчо Јордановски (1953—2010)   |         | 18 ноября 2003 года | 2 августа 2006 года  | Социал-демократический союз Македонии                                                                          |
| 6   | Любиша Георгиевский Љубиша Георгиевски (р. 1937)   |         | 2 августа 2006 года | 21 июня 2008 года    | Внутренняя македонская революционная организация — Демократическая партия за македонское национальное единство |
| 7   | Трайко Веляноский Трајко Вељаноски (р. 1962)       |         | 21 июня 2008 года   | 18 октября 2016 года | Внутренняя македонская революционная организация — Демократическая партия за македонское национальное единство |
| 8   | Талат Джафери Талат Џафери (р. 1962)               |         | 27 апреля 2017 года | 26 января 2024 года  | Демократический союз за интеграцию                                                                             |
| 9   | Йован Митрески Јован Митрески (р. 1980)            |         | 26 января 2024 года | 28 мая 2024 года     | Социал-демократический союз Македонии                                                                          |
| 10  | Африм Гаши (р. 1977)                               |         | 28 мая 2024 года    | Настоящее время      | Альтернатива                                                                                                   |